# Edwin Binney
Edwin Binney (* 24. November 1866 in Westchester County, New York; † 17. Dezember 1934) war ein US-amerikanischer Erfinder. Er ist bekannt für seine Erfindung des Crayola-Wachsmalstiftes, die er zusammen mit seinem Cousin C. Harold Smith machte.

## Leben
1885 übernahm Binney das Geschäft seines Vaters, die Peeksill Chemical Co. Während er mit einer Mixtur aus Schieferabfällen, Zement und Talk experimentierte, schuf Binney die erste staubfreie weiße Kreide. Diese Erfindung wurde 1904 bei der Weltausstellung in St. Louis mit einer Goldmedaille ausgezeichnet. 1903 produzierten Binney & Smith die erste Schachtel Crayola-Wachsmalstifte. Crayola ist heute weltgrößter Hersteller von Wachsmalstiften. Früher hieß die Firma allerdings Binney & Smith.
1903 erkannten sie den Bedarf für einen sicheren, guten Wachsmalstift. Sie hatten bereits einen neuen Wachsstift erfunden, um Kisten und Fässer zu markieren, aber der enthielt schwarzen Kohlenstoff und war zu giftig für Kinder. Sie waren überzeugt davon, dass die Pigment- und Wachsmischtechnik, die sie entwickelt hatten, auf eine Reihe von sicheren Farben angewandt werden konnte. Er hatte auch die Idee, schwarze Reifen herzustellen. Vor Edwin Binney und Harold Smith gab es nur weiße Reifen.
Binneys Frau Alice kam auf den amerikanischen Namen der Stifte „Crayola“, indem sie zwei französische Worte kombinierte: „craie“ bedeutet Kreide auf Französisch und „ola“ ist eine Kurzform für oléagineux, was ölig bedeutet, weil die Stifte aus Wachs waren, das aus Erdöl hergestellt wurde.
Edwin Binney war auch in der Gemeinde aktiv. Er sorgte dafür, dass Fort Pierce (Florida) eine Hafenstadt wurde, und bewahrte 1929 die St. Lucie County Bank davor, den damaligen schwierigen wirtschaftlichen Bedingungen zu erliegen.
Binney hatte mit seiner Frau Alice Stead Binney-Dorothy vier Kinder: Helen, Mary und Edwin Jr. Im Jahr 1911 heiratete Dorothy den Verleger George P. Putnam, der später die Pilotin Amelia Earhart heiratete.